# Székely Közélet
Székely Közélet – Székelyudvarhelyen megjelent politikai, közgazdasági és társadalmi újság. Első száma 1918. november 24-én hagyta el a helyi Könyvnyomda Rt. műhelyét. 

## Története
A folyóirat alapítója Paál Árpád, a Székely Nemzeti Tanács elnöke, Udvarhely vármegye alispánja és Valentsik Ferenc főispán, kormánybiztos volt, felelős szerkesztője az induláskor Kassay F. István, főszerkesztője Embery Árpád gimnáziumi tanár. A lap vezetését a II. évf. 2. számától (1920. szeptember 5.) Tompa László vette át, aki a román hatalomátvétel után elvesztette vármegyei főlevéltárosi hivatalát. 1940 áprilisáig folyamatosan megjelent, több hónapos szünet után csak 1940. szeptember 14-én indult újra. 1944. március 4-én megjelenését átmenetileg ismét felfüggesztette, majd következett egy rövid időszak (1944. május 6. – 1944. június 14.), amikor azonban Tompa László neve már csak névlegesen szerepelt a lapon.
Világpolitikáról kevésbé s az erdélyi és a helyi politikáról is főképp az 1920-as évek elején közölt tájékoztató jellegű cikkeket: hírt adott az 1921-ben megalakult Magyar Szövetségről, közölte Kós Károly ismertetőjét az Erdélyi Magyar Néppártról (1922/4), 1922-től a Magyar Nemzeti Pártról (1923/2) tájékoztattak cikkei. 1923-tól a megalakult OMP politikájának vonalát követte. Vállalta a kisebbségi érdekképviseletet: több cikkben jogi érveléssel alátámasztva ismertette a Román Nemzeti Gyűlés gyulafehérvári határozatát, 1924-ben közölte Pál István parlamenti képviselő közbenjárásait a nemzetiségi sérelmek orvoslása ügyében, az 1920-as évek második felétől pedig egyre határozottabban fordult szembe a nacionalista román sajtóban (Curentul, Naţiunea, Patria, Viitorul és Octavian M. Dobrotă uszító hangvételű helyi Harghita c. lapjában) megjelent magyarellenes támadásokkal, éles hangon, nemegyszer maró gúnnyal tette szóvá a városvezetésben tapasztalható visszaéléseket.
Közölt eredeti tárcákat, verseket is. Állandóbb rovatai: Krónika, Közgazdaság, Ipartestületi ügyek, Román lapszemle.
1929-ben Irodalomtörténeti naptár címmel indított rovatot, amelynek keretében több mint száz irodalmi ismertetést közölt (életrajzi adatokkal, a szerzők munkáinak bemutatásával). Kiemelkednek Tompa László ismertetői és kritikai cikkei a frissen megjelent erdélyi könyvekről, folyóiratszámokról. Közéleti anyaga mellett – ha nem is bőségesen – de szépirodalom is jelent meg hasábjain, főképp a városban élő vagy ahhoz valamiképpen kötődő íróktól-költőktől, tudományos érdeklődésű tanároktól (Biró Lajos, Csanády György, Embery Árpád, Khell István, Muzsnayné Cs. Gabi, Sipos Géza, Tömöry Ödön). Tulajdonképpen itt bontakozott ki Botár Béla, Mihály László, Tomcsa Sándor írói-költői pályája. A szerkesztő bátorításul közölte-ismertette népi tollforgatók (a bencédi gazdálkodó Izsák Domokos vagy az udvarhelyi nyomdász-költő Sárosy Károly) írásait is.
Tompa gyakran közölt a lapjában publicisztikát is. „…minden új, korszerű jelenségre, népi ihletésű művészi törekvésre reagál, teret biztosít minden friss erőnek, minden olyan mozgolódásnak, amely az eltorzult, elszürkült, giccses kispolgári ízlés kiszorítását ígéri” – írja Hermann Gusztáv helytörténész. 1923-ban folytatásokban közölte a lap Haáz F. Rezső néprajzi előadássorozatát, 1931-ben bemutatta a kecseti székely népi együttest, ugyanabban az évben megjelentek benne az Erdélyi Fiatalok képviseletében Székelyudvarhelyre látogató Mikó Imre és Demeter János itt tartott előadásai.
A munkatársak sorában a helyi szellemi élet jelesei: Bakóczy Károly, Bíró Lajos, Embery Árpád, Farczádi Sándor, Gyerkes Mihály, Haáz F. Rezső, Jaklovszky Dénes, Khell István, Kósa János, Mihály László, Pál István, Pluhár Gábor, Sz. Szakás Péter, Ürmösi József, Vajda Ferenc, Varró Elek szerepeltek gyakrabban.